# Hopea aequalis
Hopea aequalis là loài thực vật họ Dầu. Đây là loài đặc hữu ở Malaysia.